# Eleocharis halmaturina
Eleocharis halmaturina là loài thực vật có hoa trong họ Cói. Loài này được J.M.Black mô tả khoa học đầu tiên năm 1927.